# Clausena luxurians
Clausena luxurians là một loài thực vật có hoa trong họ Cửu lý hương. Loài này được (Kurz) Swingle mô tả khoa học đầu tiên năm 1940.